# Ptilinopus solomonensis
Ptilinopus solomonensis е вид птица от семейство Гълъбови (Columbidae).

## Разпространение
Видът е разпространен в Папуа Нова Гвинея и Соломоновите острови.